# Fjodor Isakovič Bajkov
Fjodor Isakovič Bajkov (rusky Фёдор Исакович Байков; kolem 1612? – 1663/64) byl ruský šlechtic a diplomat, v 50. letech 17. století vyslanec v říši Čching.

## Život
Fjodor Bajkov byl synem velikoluckého drobného šlechtice Isaka Petroviče Bajkova, který byl za zásluhy při obraně Moskvy během rusko-polské války (1609–1618) povýšen mezi šlechtice moskevského seznamu a jmenován vojevodou v Tarech a později v Valujkách.
Od roku 1628 působil ve státní službě jako stolník u dvora patriarchy Filareta. V první polovině 30. let působil ve Valujkách, koncem 40. let tam byl vojevodou, poté vykonával úřad vojevody v Mangazeji.
K vyslání Bajkova vládu Ruského carství roku 1652 podnítil příjezd mongolského posla s kupci bucharského původu z Tobolska, správního centra Sibiře, a zástupce tamních kozáků, kteří navrhli navázat obchodní styky s čchingskou Čínou. Obchodní cesta měla vést přes země Kalmyků a Mongolů. Roku 1652 ruská vláda souhlasila a vyslala Fjodora Bajkova se značnou finanční částkou do Tobolska, aby obchod organizoval.
Bajkov do Tobolska dorazil v květnu 1653, na místním trhu nakupoval čínském zboží a zasílal jej do Moskvy, na podzim vyslal karavanu do Pekingu v čele se Seitkulem Ablinema Pjotrem Jaryžkinem. Jaryžkina přijaly čchingské úřady v Pekingu jako zástupce vazalského státu přinášejícího tribut, a protože vyhověl požadavkům čchingského ceremoniálu (obřadné klanění se na kolenou až k zemi – kchou-tchou – před císařem), zřejmě se mu dostalo i přijetí císařem.
V únoru 1654 moskevské úřady Bajkova postavily do čela první ruské oficiální diplomatické mise k čchingské vládě. Měl navázat diplomatické styky a uzavřít dohodu o vzájemném obchodu, a prozkoumat cestu do Číny a tamní poměry. Příkaz dorazil do Tobolska v březnu 1654, Bajkov během tří měsíců sestavil karavanu ze 150 povozů, 200 velbloudů a 100 lidí doprovodu a od června 1654 putoval po Irtyši a skrze mongolské stepi do Pekingu, kam dorazil začátkem března 1656.
Rusové v Pekingu byli držení v dosti omezujících podmínkách, nemohli vycházet z ubytovny dvora pro závislé državy bez svolení čchingských úřadů. Bajkov března 1656 vedl rozhovory s čchingskými úředníky, jeho oficiální přijetí čchingským císařem (Šun-č’, vládl 1643–1661) ztroskotalo na protokolu; čchingská vláda očekávala audienci v souladu s protokolem používaným u každého jiného podřízeného vazala říše Čching (jak ho dodržel Jaryžkin), kdežto ruská vláda trvala na rovnoprávnosti čchingského a ruského panovníka a výslovně Bajkovovi zakázala jakékoliv ústupky, které by mohly snížit důstojnost ruského panovníka, zejména klanění se k zemi.
Nakonec začátkem září 1656 došla čchingské vládě trpělivost s neústupnými Rusy a poslala Bajkova zpět do Ruska. Opět putoval přes Mongolsko, přezimoval u ojratského tajšiho Ablaje a na jaře 1657 se dostal na ruské území. Do Moskvy dorazil na podzim 1658.
Kupcům doprovázejícím Bajkova se podařilo prodat své zboží a nakoupit čínské a Bajkov prodal dary původně určené pro čchingského císaře. Přestože prodávali a nakupovali za nevýhodné ceny, byla mise i tak zisková.
Bajkovova zpráva o cestě je důležitým a podrobným dokumentem o poměrech v tehdejším Mongolsku a severní Číně.
Zemřel zřejmě roku 1663 nebo 1664 v Moskvě.